# 久保吉
久保吉（くぼよし）は、大阪府大阪市浪速区の町名。現行行政地名は久保吉一丁目および久保吉二丁目。

## 地理
浪速区の西部に位置し、東に芦原、南西と西に木津川、南東に浪速西、北に桜川、北東に立葉と接している。

## 歴史
元は西成郡難波村の一部。1897年（明治30年）に大阪市へ編入され南区に所属。1900年（明治33年）に難波久保吉町となった。1925年（大正14年）に新設された浪速区へ転属となり、同時に「難波」の冠称を廃した。1980年（昭和55年）に木津川町2丁目の一部を編入して久保吉1 - 2丁目に改編され、現在に至る。

## 経済

### 産業
商工業
久保吉の皮革商は「新田帯革製造所の新田長次郎、中澤菊次郎、山川秀吉」などがいた。

### 事業所
2016年（平成28年）現在の経済センサス調査による事業所数と従業員数は以下の通りである。
| 丁目         | 事業所数 | 従業員数 |
| ------------ | -------- | -------- |
| 久保吉一丁目 | 26事業所 | 253人    |
| 久保吉二丁目 | 12事業所 | 75人     |
| 計           | 38事業所 | 328人    |

## 世帯数と人口
2019年（平成31年）3月31日現在の世帯数と人口は以下の通りである。
| 丁目         | 世帯数  | 人口    |
| ------------ | ------- | ------- |
| 久保吉一丁目 | 420世帯 | 696人   |
| 久保吉二丁目 | 315世帯 | 511人   |
| 計           | 735世帯 | 1,207人 |

### 人口の変遷
国勢調査による人口の推移。
| 1995年（平成7年）  | 1,519人 | [ 8 ]  |  |
| 2000年（平成12年） | 1,279人 | [ 9 ]  |  |
| 2005年（平成17年） | 1,087人 | [ 10 ] |  |
| 2010年（平成22年） | 1,015人 | [ 11 ] |  |
| 2015年（平成27年） | 1,086人 | [ 12 ] |  |

### 世帯数の変遷
国勢調査による世帯数の推移。
| 1995年（平成7年）  | 685世帯 | [ 8 ]  |  |
| 2000年（平成12年） | 577世帯 | [ 9 ]  |  |
| 2005年（平成17年） | 529世帯 | [ 10 ] |  |
| 2010年（平成22年） | 532世帯 | [ 11 ] |  |
| 2015年（平成27年） | 567世帯 | [ 12 ] |  |

## 施設
- 芦原公園

## 出身・ゆかりのある人物
- 新田長次郎（皮革商、新田帯革製造所、新田ベニヤ製造所各代表社員）[13] - 1885年、久保吉に製革業を創業する。
- 新田昌次（帯皮革製造業）[13]

## その他

### 日本郵便
- 〒556-0028[3]（集配局：浪速郵便局[14]）